# Választási bojkott
A választási bojkott a passzivitás önkéntes és tudatos vállalása a választási vagy népszavazási eljárás során. A választást bojkottáló személy vagy személyek, illetve politikai szervezetek annak ellenére maradnak távol a szavazástól, hogy azon jogosultak lennének részt venni.
A választási bojkott a békés politikai tiltakozás egyik végső eszköze. A tiltakozás e formájára számos ok miatt kerülhet sor és több eltérő formát is ölthet. Politikai szervezetek általában akkor döntenek egy választás bojkottja mellett, ha attól tartanak, hogy a választási eljárás nem lesz pártatlan, az eredményt várhatóan meghamisítják, vagy hogy politikai ellenfelük győzelme legitimálná annak elfogadhatatlan célkitűzéseit. A bojkott célja választás esetén a választási eljárás szabályainak átírása, vagy a választás legitim voltának megkérdőjelezése, népszavazások esetén pedig általában a népszavazás eredményének érvénytelenítése. Szervezetlen, spontán választói bojkotthoz vezethet, ha a választáson népszerűtlen jelöltek indulnak. Rendszeres, hogy a regionális öntudattal vagy nemzeti kisebbségi háttérrel rendelkező területeken a helyiek távolmaradásukkal tüntetnek a központi akaratot tükröző választás ellen. A kitöltetlen vagy szándékosan elrontott szavazólap leadása is a választási bojkott egy formája. Népszavazások esetén a bojkott a változtatást ellenző, a status quot fenntartani akaró oldal fegyvere.
A választási bojkott akkor tekinthető sikeresnek, ha a külső szemlélő számára is nyilvánvaló, hogy választás vagy népszavazás eredménye nem tükrözi a társadalom tényleges összetételét, valódi véleményét. Az alacsony választási részvétel megkérdőjelezi egy kormányzat felhatalmazását, a népszavazásokon való alacsony részvétel pedig azt sugallja, hogy a politikai közösség a kérdést érdektelennek tekinti.
Ugyanakkor a választási bojkott egy olyan fegyver, amely a kezdeményezőre nézvést is veszélyeket hordoz. Az egyes választói csoportok passzivitása révén egy olyan parlament áll föl, amely ugyan nem képezi le a választói sokféleséget, azonban létrejötte jogszerű, éppen emiatt nehezen támadható. A bojkott eredményeként a bojkottáló szervezet elveszíti parlamenti képviseletét, így a felálló kormányzat elszámoltatásának lehetőségét és politikusai egy részének egzisztenciáját is. Ha a választások után felálló kormányzatot nem sikerül parlamenten kívüli eszközökkel (sztrájkok, tömegtüntetések) megingatni, akkor a bojkott a kezdeményezője számára több kárt jelent, mint hasznot.

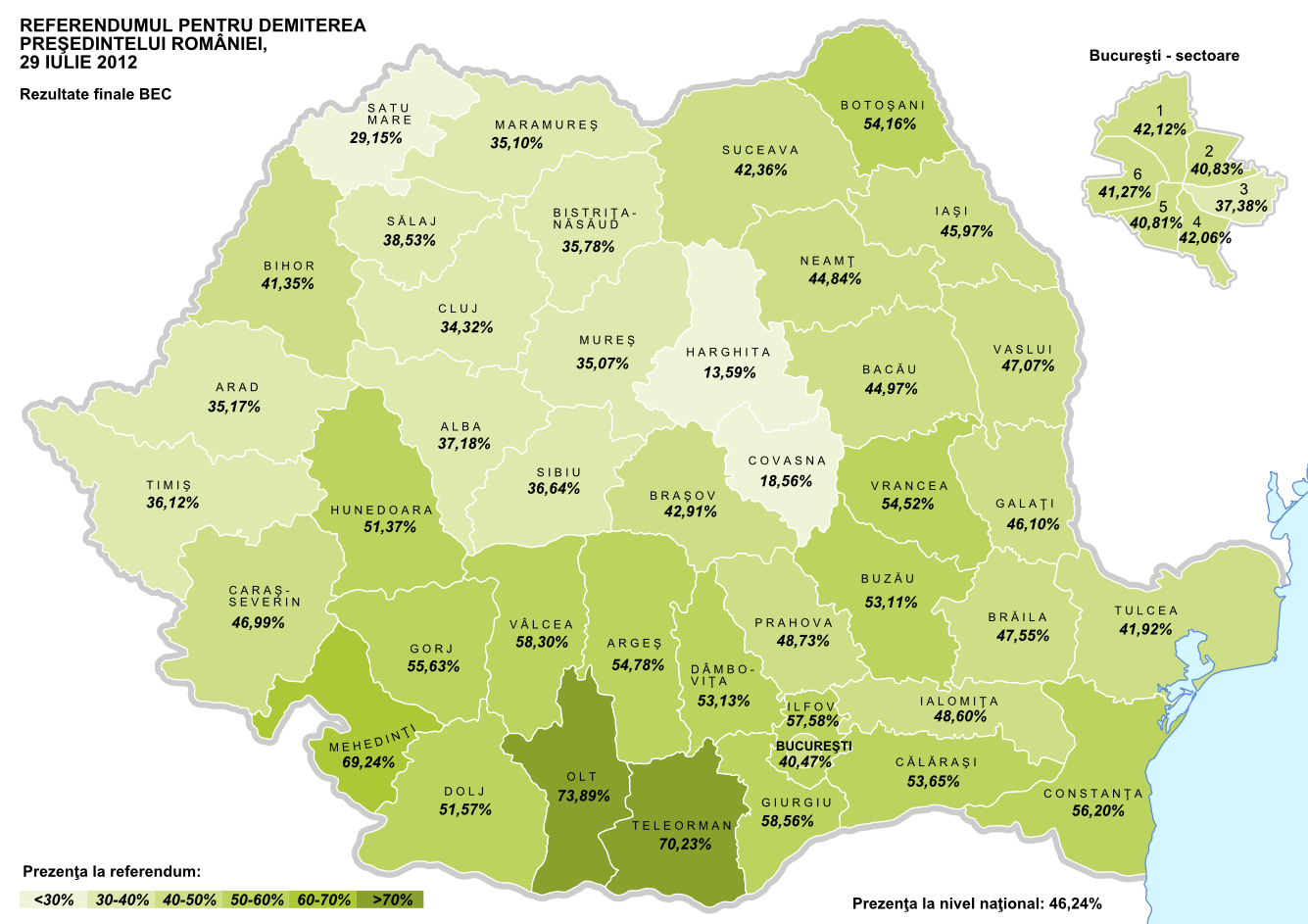
Példa a nemzetiségi bojkottra: a 2012-es romániai népszavazás térképén jól látható a magyar lakosságú megyék alacsony választói aktivitása

## Jelentősebb választási bojkottok Magyarországon
|  | Bővebben: 1920-as magyarországi országgyűlési választás |

|  | Bővebben: Négyigenes népszavazás |

|  | Bővebben: 1990-es magyarországi népszavazás |

|  | Bővebben: 2016-os magyarországi népszavazás |

## Jelentősebb bojkottok a világban
| Ország         | Választás                                 | A bojkott háttere, eredménye |
| -------------- | ----------------------------------------- | --- |
| Észak-Írország | Népszavazás 1973                          | Nagy-Britannia kormánya 1973-ban népszavazást írt ki Észak-Írország jövőjéről. A választók az Egyesült Királyságon belül maradás és az Írországhoz csatlakozás között választhattak. A protestáns unionista pártok a maradást támogatták, a katolikus nacionalista szervezetek az ír egységet. A két közösség közötti feszültség már korábban is jelentős volt, a szavazás közeledtét a merényletek és más erőszakos cselekmények szaporodása kísérte. A várható vereség tudatában (a katolikusok kisebbségben voltak) az ír nacionalista SDLP arra szólította fel a katolikus választókat, hogy ne vegyenek részt a szavazáson. A felszólítás nyomán a katolikus katolikus választók 99%-a bojkottálta a népszavazást. A népszavazáson a protestáns szavazók nagy arányban vettek részt, a szavazás 59%-os részvétel mellett az unionista álláspont 98,9%-os győzelmét hozta, a bojkott hatástalan volt. |
| Jamaica        | Képviselőházi választás 1983              | Edward Seaga kormánya megválasztásakor megígérte, hogy frissíti a választói névjegyzéket, ám ezt nem tette meg. Ellenben két évvel a tervezett választás előtt előrehozott választásokat írt ki 1983. december 15-re. A nagy ellenzéki pártok bejelentették a választások bojkottját. A jamaicai törvények azonban lehetővé tették, hogy azon választókerületben, ahol csak egy jelölt indul, ott a jelölt a szavazás tényleges megtartása nélkül elnyerje a képviselői megbízatást. A nem bojkottáló apró ellenzéki pártok 60 választókerületből hatban állítottak ellenjelölteket, ezeken a helyeken a részvétel 50% körüli volt. 54 választókerületben nem volt választás, így országos szinten csak a szavazók 2,7%-a jelent meg. A kormányzó Munkapárt az összes képviselői helyet megnyerte. A bojkott sikeres volt abban az értelemben, hogy a választási részvételt nevetségesen alacsony szintre szorította le, politikai értelemben viszont sikertelen volt, mert nem volt képes Edward Seaga további hat évig regnáló kormányát eltávolítani a hatalomból. |
| Banglades      | Nemzeti Parlamenti választás 1996 február | Az előző, 1994-es választás eredményeit vitató ellenzéki pártok kivonultak a parlamentből, majd sztrájkok és tüntetések szervezésével megpróbálták elérni, hogy Khaleda Zia kormánya lemondjon és átadja helyét egy ügyvezető kormánynak. Az egy évnél tovább húzódó tiltakozás tetőpontjaként az ellenzék két pártja bojkottálta az 1996 februárjára kiírt választásokat. Az alig 21%-os részvétellel megtartott választásokat Khaleda Zia Bangladesi Nemzeti Pártja a szavazatok 100%-ával, az összes képviselői helyet megszerezve megnyerte. A pártelnöknőt másodszor is kormányfővé választották. Khaleda Zia újbóli megválasztása politikai zűrzavarhoz és egyre erőszakosabbá váló tüntetésekhez vezetett. A parlament, látván a kormányfő legitimációjának hiányát, létrehozta az ügyvezető kormány intézményét, majd alig két hónappal a választás után menesztették Khaleda Zia kormányát és a Főtanácsadó (az államfő által kinevezett ügyvezető miniszterelnök) ügyvezető kormányát bízták meg az új választások megszervezésével. 1996 júliusában új választásokat tartottak, amelyet a fő ellenzéki párt meg is nyert. Az ellenzéki pártok bojkottja sikeres volt. |
| Szlovákia      | Népszavazás 1997 május                    | 1997 elején Vladimír Mečiar miniszterelnök kormánya irányította Szlovákiát. A kormánnyal ekkor már kemény politikai harcban állt Michal Kováč, az ellenzékhez húzó kormányfő. A korabeli szlovákiai törvények szerint az államfőt a parlament képviselőinek három ötödével (60%) választották, Mečiar kormányzása azonban annyira kiélezte a pártok viszonyát, hogy szinte lehetetlenné vált egy államfő konszenzusos megválasztása. Az ellenzék helyzetét tovább rontotta, hogy Michal Kováč elnöki mandátuma végéhez közeledett, új megválasztott államfő nélkül pedig a parlament Mečiart támogató elnökére szállt volna az elnöki jogkör, így a kormányfő hozzáláthatott volna hatalma konszolidálásához. Az elnöknek kapóra jött, hogy 1997 tavaszán a kormány a NATO-csatlakozásra vonatkozóan három kérdésben népszavazást kezdeményezett. (A három kérdés valójában intakt volt, mert Szlovákiát a másik három közép-európai országgal ellentétben nem hívták meg a NATO-ba.) Michal Kováč a kormány három kérdése mellé egy negyedik, az államfő közvetlen megválasztását indítványozó kérdést csatolt, a négy kérdésben pedig ugyanarra a napra írta ki a népszavazást. A kormány szempontjából félő volt, hogy a népszavazás érvényes lesz. A kormány az Alkotmánybírósággal próbálta visszavonatni az elnök kérdését, ám kísérletük kudarcot vallott. Ekkor a kormányzat olyan szavazólapokat küldött szét az országban, amelyen nem szerepelt az államfő által beterjesztett kérdés. Válaszul az ellenzék a népszavazás bojkottjára szólította fel szavazóit. A bojkott sikeres volt, a népszavazáson a jogosultak 9,5%-a vett részt. A botrányos körülmények között lezajlott népszavazás után nem csak a NATO-meghívás maradt el, de az Európai Unió is jelezte, hogy a demokrácia gyengesége miatt nem kezdi meg Szlovákiával a csatlakozási tárgyalásokat. Vladimír Mečiar kormánya egy év múlva megbukott. |